# Стефан I фон Гунделфинген
Стефан I фон Гунделфинген (на немски: Stephan I, Freiherr von Gundelfingen; † 14 юни 1395) от швабската фамилия Гунделфинген, е фрайхер на Гунделфинген на Дунав.

## Произход
Той е син на Дегенхарт фон Гунделфинген († 1351/1352), господар на замък Дернек, и съпругата му графиня Анна (Гизеле) фон Кирхберг († 1394). Внук е на Конрад фон Гунделфинген „Млади“ († сл. 1324)) и дъщерята на Дегенхард фон Гунделфинген-Хеленщайн († сл. 1293) и графиня Агнес фон Дилинген († сл. 1258). Правнук е на Свигер фон Гунделфинген „Дългия“ († сл. 1307) и Мехтилд фон Лупфен († 5 януари). Роднина е на Хартман фон Дилинген († 1286), епископ на Аугсбург (1248 – 1286), на Дегенхард фон Гунделфинген-Хеленщайн († 1307), епископ на Аугсбург (1303 – 1307), и Андреас фон Гунделфинген († 1313), епископ на Вюрцбург (1303 – 1313) и на Бертолд фон Нойфен († 1224), епископ на Бриксен (1216 – 1224).
Сестра му Бригита фон Гунделфинген († 1400/1404) е омъжена 1353 г. за граф Вернер V фон Цимерн († 1384).

## Фамилия
Стефан I фон Гунделфинген се жени между 1357 и 1358 г. за Маргарета (Грета) фон Хевен († сл. 6 декември 1398), вдовица на граф Конрад I фон Хоенберг-Алтенщайг († 6 септември 1356), дъщеря на Петер I фон Хевен-Енген ((† 1371) и Кунигунда († сл. 1357). Те имат един син:
- Стефан II фон Гунделфинген († 13 юли 1428), фрайхер на Гунделфинген, женен на 25 септември 1397 г. за Анна фон Валдбург († 1429), вдовица на граф Хайнрих II фон Монфор-Тетнанг († 1394/1397), дъщеря на граф Йохан II фон Валдбург (1345 – 1424) и Катарина фон Цили († 1389).[2]